# 城南街道 (如皋市)
城南街道是中华人民共和国江苏省南通市如皋市下辖的一个街道办事处。
2013年3月18日，江苏省人民政府批复同意撤销桃园镇，将原桃园镇所辖区域和原如城镇所辖的张八里、新庄、建设、宋家桥、平明5个居委会区域合并，设立城南街道办事处，街道办事处驻万寿南路999号。

## 行政区划
城南街道下辖以下村级行政区划单位：
新华社区、马塘社区、天堡社区、桃林社区、夏庄社区、明池村、育华村、肖陆村、杨花桥村、桃北村、申徐村、左邬村、张八里社区、宋家桥社区、建设社区、平明社区和新庄社区。